# Mistrzostwa Świata Juniorów Młodszych w Lekkoatletyce 2005
4. Mistrzostwa Świata Juniorów Młodszych w Lekkoatletyce – międzynarodowe zawody lekkoatletyczne organizowane pod egidą IAAF, dla zawodników do lat 17. Mistrzostwa odbywały się w marokańskim mieście Marrakesz (na Stade Sidi Youssef Ben Ali) od 13 do 17 lipca 2005 roku.

## Rezultaty

### Mężczyźni
| Konkurencja:                 | Złoto:                                                                       | Złoto:      | Srebro:                                                                                 | Srebro:    | Brąz:                                                                                                | Brąz:       |
| ---------------------------- | ---------------------------------------------------------------------------- | ----------- | --------------------------------------------------------------------------------------- | ---------- | --- | ----------- |
| 100 m                        | Harry Aikines-Aryeetey · Wielka Brytania                                     | 10,35 PB    | Alexander Nelson · Wielka Brytania                                                      | 10,36      | Keston Bledman · Trynidad i Tobago                                                                   | 10,55       |
| 200 m                        | Harry Aikines-Aryeetey · Wielka Brytania                                     | 20,91 WYL   | Jorge Valcárcel · Kuba                                                                  | 21,08 PB   | Matteo Galvan · Włochy                                                                               | 21,14 PB    |
| 400 m                        | Adam El-Nour · Sudan                                                         | 46,56 PB    | Julius Kirwa · Kenia                                                                    | 46,70 PB   | Bryshon Nellum · Stany Zjednoczone                                                                   | 46,81 PB    |
| 800 m                        | Gilbert Keter Kipkurui · Kenia                                               | 1:48,42 CR  | Jackson Kivuna · Kenia                                                                  | 1:48,57 PB | Jan Masenamela · Południowa Afryka                                                                   | 1:49,73 NJR |
| 1500 m                       | Belal Mansoor Ali · Bahrajn                                                  | 3:36,98     | Bader Khalil Bader · Bahrajn                                                            | 3:43,70 PB | Abubaker Kaki Khamis · Sudan                                                                         | 3:45,06 PB  |
| 3000 m                       | Abreham Cherkos Feleke · Etiopia                                             | 8:00,90     | Ibrahim Gashu Jeilan · Etiopia                                                          | 8:04,21 PB | Saleh Bakheet Marzooq · Bahrajn                                                                      | 8:04,78     |
| 2000 m z przeszkodami        | Abel Kiprop Mutai · Kenia                                                    | 5:24,69 WYR | Bisluke Kiplagat Kipkorir · Kenia                                                       | 5:24,87 PB | Abdelghani Aït Bahmad · Maroko                                                                       | 5:26,52 PB  |
| 110 m przez płotki (91,4 cm) | Cordera Jenkins · Stany Zjednoczone                                          | 13,35 PB    | Ryan Brathwaite · Barbados                                                              | 13,44      | Gianni Frankis · Wielka Brytania                                                                     | 13,48 PB    |
| 400 m przez płotki (84,0 cm) | Abdulagadir Idriss · Sudan                                                   | 50,78 WYL   | Mohammed Daak · Arabia Saudyjska                                                        | 50,90 PB   | David Klech · Stany Zjednoczone                                                                      | 50,90 PB    |
| Chód na 10 000 m             | Siergiej Morozow · Rosja                                                     | 42:26,92    | Władimir Achmetow · Rosja                                                               | 42:32,81   | Yūsuke Suzuki · Japonia                                                                              | 42:43,22 PB |
| Sztafeta szwedzka            | Stany Zjednoczone · Isaiah Green · Devin Mays · Zach Chandy · Bryshon Nellum | 1:51,19 WYL | Trynidad i Tobago · Kieron Anthony · Keston Bledman · Ade Alleyne-Forte · Kervin Morgan | 1:52,51 PB | Arabia Saudyjska · M. Hadi Hassan · Mohammed Ali Al-Beshi · M.H Ismail Al-Sabani · Jaber Adel Asseri | 1:52,89 PB  |
| Skok wzwyż                   | Huang Haiqiang · Chiny                                                       | 2,27 CR     | Ołeksandr Nartow · Ukraina                                                              | 2,18       | Alex Soto · Hiszpania                                                                                | 2,18 PB     |
| Skok o tyczce                | Yang Yansheng · Chiny                                                        | 5,25 CR     | Scott Roth · Stany Zjednoczone                                                          | 5,25 CR    | Albert Velez · Hiszpania                                                                             | 5,20        |
| Skok w dal                   | Chris Noffke · Australia                                                     | 7,97w       | Tiberiu Talnar · Rumunia                                                                | 7,53w      | Cleiton Sabino · Brazylia                                                                            | 7,49 PB     |
| Trójskok                     | Héctor Dairo Fuentes · Kuba                                                  | 16,63 CR    | Ilja Jefremow · Rosja                                                                   | 16,45 PB   | Żiwko Petkow · Bułgaria                                                                              | 16,20       |
| Pchnięcie kulą (5 kg)        | Jan Petrus Hoffman · Południowa Afryka                                       | 20,99 WYL   | Vladislav Tuláček · Czechy                                                              | 19,97      | Rosen Karamfiłow · Bułgaria                                                                          | 19,86       |
| Rzut dyskiem (1,5 kg)        | Ali Shahrokhi · Iran                                                         | 61,07 PB    | Osmel Charlot · Kuba                                                                    | 60,17 PB   | Antonio e Silva Vital · Portugalia                                                                   | 59,30       |
| Rzut młotem (5 kg)           | Sándor Pálhegyi · Węgry                                                      | 81,89 CR    | Artem Wynnyk · Ukraina                                                                  | 77,88      | Alex Smith · Wielka Brytania                                                                         | 73,77       |
| Rzut oszczepem (700 g)       | Noël Meyer · Południowa Afryka                                               | 80,52 WYL   | Roman Awramenko · Ukraina                                                               | 79,22 PB   | Víctor Fatecha · Paragwaj                                                                            | 77,21 PB    |
| Ośmiobój                     | Yordani García · Kuba                                                        | 6482 WYR    | Matthias Prey · Niemcy                                                                  | 6282 PB    | Cleiton Sabino · Brazylia                                                                            | 6218 PB     |

### Kobiety
| Konkurencja:                 | Złoto:                                                                             | Złoto:      | Srebro:                                                                      | Srebro:    | Brąz:                                                                           | Brąz:       |
| ---------------------------- | ---------------------------------------------------------------------------------- | ----------- | ---------------------------------------------------------------------------- | ---------- | ------------------------------------------------------------------------------- | ----------- |
| 100 m                        | Bianca Knight · Stany Zjednoczone                                                  | 11,38 WYL   | Ebony Collins · Stany Zjednoczone                                            | 11,44 PB   | Schillonie Calvert · Jamajka                                                    | 11,44       |
| 200 m                        | Aymeé Martínez · Kuba                                                              | 22,99 CR    | Bianca Knight · Stany Zjednoczone                                            | 23,33      | LaToya King · Jamajka                                                           | 23,57 PB    |
| 400 m                        | Nawal El Jack · Sudan                                                              | 51,19 CR    | Danijela Grgić · Chorwacja                                                   | 51,30 PB   | Aymeé Martínez · Kuba                                                           | 52,04 PB    |
| 800 m                        | Teresa Flavious Kwamboka · Kenia                                                   | 2:07,42     | Winny Chebet · Kenia                                                         | 2:08,15    | Katherine Katsanevakis · Australia                                              | 2:08,35     |
| 1500 m                       | Sheila Kiprotich Chepkirui · Kenia                                                 | 4:12,29 CR  | Yuriko Kobayashi · Japonia                                                   | 4:13,96 PB | Bizunesh Mohammed Urgesa · Etiopia                                              | 4:19,34 PB  |
| 3000 m                       | Veronica Wanjiru Nyaruai · Kenia                                                   | 9:01,61 CR  | Pauline Korikwiang Chemning · Kenia                                          | 9:05,42    | Hitomi Niiya · Japonia                                                          | 9:10,34 PB  |
| 100 m przez płotki (76,2 cm) | April Williams · Stany Zjednoczone                                                 | 13,23 WYL   | Natasha Ruddock · Jamajka                                                    | 13,38      | Theresa Lewis · Stany Zjednoczone                                               | 13,39       |
| 400 m przez płotki           | Ebony Collins · Stany Zjednoczone                                                  | 55,96 CR    | Lauren Boden · Australia                                                     | 58,30      | Aya Miyahara · Japonia                                                          | 59,62       |
| Chód na 5000 m               | Tatiana Kałmykowa · Rosja                                                          | 22:14,47 CR | Elmira Alembiekowa · Rosja                                                   | 22:27,17   | Xue Chai · Chiny                                                                | 22:34,28 PB |
| Sztafeta szwedzka            | Stany Zjednoczone · Khrystal Carter · Ebony Collins · Bianca Knight · Brandi Cross | 2:03,93 WYL | Australia · Jessica Gulli · Olivia Tauro · Megan Hill · Jaimee-Lee Hoebergen | 2:06,58 PB | Brazylia · Tatiane Ferraz · Vanda Gomes · Franciela Krasucki · Josiane Valentim | 2:06,60 PB  |
| Skok wzwyż                   | Gu Biwei · Chiny                                                                   | 1,87        | Sophia Begg · Australia                                                      | 1,85       | Jekaterina Jewsejewa · Kazachstan                                               | 1,85        |
| Skok o tyczce                | Ekateríni Stefanídi · Grecja                                                       | 4,30 CR     | Keisa Monterola · Wenezuela                                                  | 4,30 CR    | Yu Shuo · Chiny                                                                 | 4,20 PB     |
| Skok w dal                   | Arantxa King · Bermudy                                                             | 6,39 PB     | Eloyse Lesueur · Francja                                                     | 6,28       | Cornelia Deiac · Rumunia                                                        | 6,25 PB     |
| Trójskok                     | Sha Li · Chiny                                                                     | 13,81       | Kaire Leibak · Estonia                                                       | 13,74 PB   | Cristina Bujin · Rumunia                                                        | 13,23       |
| Pchnięcie kulą               | Simone du Toit · Południowa Afryka                                                 | 16,33 WYL   | Bo Li · Chiny                                                                | 15,92 PB   | Dani Samuels · Australia                                                        | 15,53 PB    |
| Rzut dyskiem                 | Dani Samuels · Australia                                                           | 54,09       | Simone du Toit · Południowa Afryka                                           | 52,10      | Kamorean Hayes · Stany Zjednoczone                                              | 49,64 PB    |
| Rzut młotem                  | Bianca Perie · Rumunia                                                             | 62,27       | Anna Bułgakowa · Rosja                                                       | 62,05      | Dóra Lévai · Węgry                                                              | 58,80 PB    |
| Rzut oszczepem               | Zhang Li · Chiny                                                                   | 56,66       | Wira Rebryk · Ukraina                                                        | 56,16      | Yanet Cruz · Kuba                                                               | 51,66       |
| Siedmiobój                   | Tatjana Czernowa · Rosja                                                           | 5875 CR     | Jana Pantielejewa · Rosja                                                    | 5611       | Diana Rach · Niemcy                                                             | 5481 PB     |

## Klasyfikacja medalowa
| Tabela medalowa |                   |       |        |      |      |
| #               | Kraj              | Złoto | Srebro | Brąz | Suma |
| 1               | Stany Zjednoczone | 6     | 3      | 4    | 13   |
| 2               | Kenia             | 5     | 5      | 0    | 10   |
| 3               | Chiny             | 5     | 1      | 2    | 8    |
| 4               | Rosja             | 3     | 5      | 0    | 8    |
| 5               | Kuba              | 3     | 2      | 2    | 7    |
| 6               | Południowa Afryka | 3     | 1      | 1    | 5    |
| 7               | Sudan             | 3     | 0      | 1    | 4    |
| 8               | Australia         | 2     | 3      | 2    | 7    |
| 9               | Wielka Brytania   | 2     | 1      | 2    | 5    |
| 10              | Rumunia           | 1     | 1      | 2    | 4    |
| 11              | Bahrajn           | 1     | 1      | 1    | 3    |
| 11              | Etiopia           | 1     | 1      | 1    | 3    |
| 13              | Węgry             | 1     | 0      | 1    | 2    |
| 14              | Bermudy           | 1     | 0      | 0    | 1    |
| 14              | Grecja            | 1     | 0      | 0    | 1    |
| 14              | Iran              | 1     | 0      | 0    | 1    |
| 17              | Ukraina           | 0     | 4      | 0    | 4    |
| 18              | Japonia           | 0     | 1      | 3    | 4    |
| 19              | Jamajka           | 0     | 1      | 2    | 3    |
| 20              | Niemcy            | 0     | 1      | 1    | 2    |
| 20              | Arabia Saudyjska  | 0     | 1      | 1    | 2    |
| 20              | Trynidad i Tobago | 0     | 1      | 1    | 2    |
| 23              | Barbados          | 0     | 1      | 0    | 1    |
| 23              | Chorwacja         | 0     | 1      | 0    | 1    |
| 23              | Czechy            | 0     | 1      | 0    | 1    |
| 23              | Estonia           | 0     | 1      | 0    | 1    |
| 23              | Francja           | 0     | 1      | 0    | 1    |
| 23              | Wenezuela         | 0     | 1      | 0    | 1    |
| 29              | Brazylia          | 0     | 0      | 3    | 3    |
| 30              | Bułgaria          | 0     | 0      | 2    | 2    |
| 30              | Hiszpania         | 0     | 0      | 2    | 2    |
| 32              | Włochy            | 0     | 0      | 1    | 1    |
| 32              | Kazachstan        | 0     | 0      | 1    | 1    |
| 32              | Maroko            | 0     | 0      | 1    | 1    |
| 32              | Paragwaj          | 0     | 0      | 1    | 1    |
| 32              | Portugalia        | 0     | 0      | 1    | 1    |